# Jane Goldman
Jane Lauretta Anne Goldman (ur. 11 czerwca 1970) – angielska scenarzystka, modelka i prezenterka telewizyjna.

## Filmografia
- 2007: Gwiezdny pył (Stardust) – współscenarzystka
- 2010: Kick-Ass – współscenarzystka
- 2011: X-Men: Pierwsza klasa (X-Men: First Class) – współscenarzystka
- 2011: Dług (The Debt) – współscenarzystka
- 2012: Kobieta w czerni (The Woman in Black) – scenariusz
- 2016 Osobliwy dom pani Peregrine – scenariusz
- 2017 Kingsman: Złoty krąg - współscenarzystka
- 2020 Rebecca (film) – współscenarzystka

## Moda
Była modelką reklamującą biustonosze Fantasie.

## Polityka
W trakcie wyborów w 2010 roku Wielkiej Brytanii udzieliła poparcia partii Liberalni Demokraci.

## Życie prywatne
W wieku 18 lat wyszła za mąż za Jonathana Rossa. Para ma troje dzieci: Betty Kitten (ur. 1991), Harvey Kirby (ur. 1994), Honey Kinny (ur. 1997).